# Malaysia-Maulwurf
Der Malaysia-Maulwurf (Euroscaptor malayanus, auch Euroscaptor malayana) ist eine Säugetierart aus der Gattung der Südostasiatischen Maulwürfe innerhalb der Maulwürfe (Talpidae). Er kommt lediglich in den Cameron Highlands auf der Malaiischen Halbinsel vor, wo er auf einigen Teeplantagen lebt. Insgesamt wird er aber selten gesichtet. Er ähnelt anderen Vertretern der Gattung und zeichnet sich durch ein dunkles eisengraues Fell sowie einen sehr kurzen Schwanz aus. Der Körper ist walzen- bis zylinderförmig, der Hals kurz und die Vordergliedmaßen zu Grabwerkzeugen umgestaltet. Die Lebensweise des Malaysia-Maulwurfs wurde bisher nur wenig erforscht. Er lebt unterirdisch und ernährt sich von Regenwürmern und Insekten. Die Fortpflanzung findet möglicherweise zum Jahresbeginn statt. Die Form wurde im Jahr 1940 als Unterart des Kloss-Maulwurfs wissenschaftlich eingeführt. Ihre Anerkennung als eigenständige Art datiert in das Jahr 2008. Über Bestandsgefährdungen liegen keine Informationen vor.

## Merkmale

### Habitus
Der Malaysia-Maulwurf ist im Vergleich mit anderen Arten der Südostasiatischen Maulwürfe ein mittelgroßer Vertreter. Er besitzt eine Kopf-Rumpf-Länge von 12,9 bis 13,5 cm und eine Schwanzlänge von 0,5 bis 0,8 cm. Im Verhältnis macht der Schwanz so rund 3,3 bis 6,6 % zur Länge des restlichen Körpers aus und ist damit deutlich kürzer als beim Kloss-Maulwurf (Euroscaptor klossi). Das Gewicht variiert zwischen 43,6 und 71,5 g. Der Körper ist wie bei den anderen Südostasiatischen Maulwürfen walzen- bis zylinderförmig, der Hals kurz und die Vorderbeine gleichen Grabschaufeln. Die Fellfarbe wird mit dunkel eisengrau angegeben, gelegentlich treten weise Flecken an der Brust auf. Der Schwanz ist keulenartig und weist an der Spitze lange Haare auf, er bleibt bis auf die Haare zumeist unter dem Fell versteckt. Der Kopf läuft in der Aufsicht zur Schnauze hin spitz zu, die Nasenlöcher öffnen sich seitlich. Der obere Teil des Nasenpolsters verläuft nach vorn. Die Hinterfüße werden 1,5 bis 1,7 cm lang, die Vorderfüße sind ähnlich lang und zwischen 1,6 und 1,7 cm breit.

### Schädel- und Gebissmerkmale
Der Schädel wird 30,5 bis 32,5 mm lang und am deutlich gerundeten Hirnschädel gut 15 mm breit. Die Breite an den Augen beträgt rund 7,2 mm. Insgesamt ähnelt er dem Schädel des Kloss-Maulwurfs, weist aber ein kürzeres und breiteres Rostrum auf. Die Jochbögen sind schwach entwickelt und verlaufen parallel zueinander. Der Gaumen zieht auf Höhe des dritten und vierten Prämolaren deutlich ein. Die Paukenblasen sind flach. Der Unterkiefer gleicht dem der anderen Maulwürfe, seine Länge variiert von 19,7 bis 20,7 mm. Der Kronenfortsatz ragt hoch auf und ist schlank, vergleichbar zum Kloss-Maulwurf und zum Himalaya-Maulwurf (Euroscaptor micrurus), lehnt sich aber weiter zurück. Das Foramen mentale befindet sich unter dem zweiten und dritten Prämolar, manchmal kommen zusätzliche Öffnungen unter dem vierten Prämolaren und dem ersten Molaren vor. Das Gebiss besteht aus 44 Zähnen mit folgender Zahnformel: {\displaystyle {\frac {3.1.4.3}{3.1.4.3}}}. Die oberen Schneidezähne stehen V-förmig in beiden Reihen zueinander. Der jeweils erste ist am größten entwickelt. Sie werden jedoch alle vom Eckzahn überragt. Im Unterkiefer haben die Schneidezähne und der Eckzahn etwa die gleiche Größe. Die Prämolaren weisen nur eine Spitze auf und stehen dicht beieinander. Sowohl im Oberkiefer als auch im Unterkiefer ist der hinterste am höchsten und übertrifft in diesem Merkmal die vorderen um teilweise das Doppelte. Allerdings zeigt im Unterkiefer der erste Prämolar ein eckzahnartiges Aussehen und ist nahezu so hoch wie der hinterste. Die Mahlzähne sind relativ groß und zeichnen sich durch spitze Höckerchen auf der Kauoberfläche aus. An den Unterkiefermolaren lassen sich das Talonid und das Trigonid gut unterscheiden. Die untere Zahnreihe beansprucht rund 58 bis 60 % der Länge des Unterkiefers. In absoluten Werten ausgedrückt wird sie 11,5 bis 12,1 mm lang, die obere hingegen 12,3 bis 13,0 mm.

### Skelettmerkmale
Die Wirbelsäule setzt sich aus 7 Hals-, 13 Brust-, 5 Lenden-, 5 Kreuzbein- und 4 oder mehr Schwanzwirbel zusammen. Am Becken ist das Sitzbein jeweils eher kurz und das untere Ende nicht sehr weit auskragend. Außerdem kommt nur ein Sitzbeinloch (Foramen ischiadicum) vor, was den Eurasischen Maulwürfen (Talpa) entspricht. Es besteht nur eine schwache Verbindung zwischen dem Darmbein und dem letzten Kreuzbeinwirbel, wodurch ein zweites Sitzbeinloch nur unvollständig ausgebildet wird. Dies erweist sich wiederum überleitend zu den Ostasiatischen Maulwürfen (Mogera).

### Genetische Merkmale
Der diploide Chromosomensatz lautet 2n = 36. Er besteht aus 9 zweiarmigen (7 meta- bis submetazentrischen und 2 subtelozentrischen) sowie 8 acrozentrischen Autosomenpaaren. Das Y-Chromosom ist fleckenartig, das X-Chromosom meta- bis submetazentrisch.

## Verbreitung und Lebensraum

Verbreitungsgebiet des Malaysia-Maulwurfs

Der Malaysia-Maulwurf ist bisher nur in den Cameron Highlands auf der Malaiischen Halbinsel in Südostasien nachgewiesen. Die Region gehört zum Sultanat Pahang von Malaysia. Es handelt sich um das südlichste Vorkommen der Südostasiatischen Maulwürfe. Alle bisher aufgefundenen Exemplare stammen von der Kuala Terla Tea Estate und der BOH Tea Estate sowie umliegenden Gärten. Ob die Tiere auch in den angrenzenden Waldgebieten auftreten, ist unklar. Die Höhenverbreitung reicht von 1300 bis 1600 m. Die Durchschnittstemperaturen in den Cameron Highlands liegen bei 13 bis 23 °C, die Luftfeuchtigkeit bei 73 bis 98 %. Das nächstbekannte Vorkommen Südostasiatischer Maulwürfe findet sich mit dem Kloss-Maulwurf rund 1000 km weiter nördlich. Weitere Populationen von Maulwürfen in der Region dürften sich auf gebirgige Regionen mit ähnlichen Verhältnissen beschränken, da die Tiere eher an temperierte Bedingungen angepasst und die flachen Böden der Tieflandsregionen nur wenig geeignet für die grabende Lebensweise sind. Allgemein wird der Malaysia-Maulwurf nur selten gesichtet. Bis Anfang der 2000er Jahre waren nur rund ein halbes Dutzend Museumsexemplare bekannt, die in den 1930er bis 1960er Jahren gesammelt worden waren. Eine der letzten aufschlussreichen Beobachtungen war während einer wissenschaftlichen Freilanduntersuchung Anfang der 2000er Jahre mit insgesamt zehn Individuen.

## Lebensweise
Die Lebensweise des Malaysia-Maulwurfs ist wie bei allen Südostasiatischen Maulwürfen nur unzureichend erforscht. Die Tiere leben unterirdisch in selbst gegrabenen Tunneln und Gängen. Anhand von zehn eingefangenen Individuen wurde ein Geschlechtsverhältnis von 1 Weibchen zu 9 Männchen bestimmt, was annehmen lässt, das letztere aktiver sind. Möglicherweise nutzen auch mehrere Individuen dieselben Tunnel. Die Gänge sind zumeist oberflächennah. Tiefere Baue werden wohl vom Malaysia-Maulwurf nicht gegraben, wodurch auch die typischen Auswurfhügel fehlen (Maulwurfshügel). Untersuchungen von Mageninhalten erbrachten überwiegend Hinweise auf Regenwürmer, zudem aber auch Reste von ausgewachsenen Individuen und Larven von Käfern. Darüber hinaus wurden Hautflügler, Grillen und in einem Fall eine Blindschlange als Bestandteil der Nahrung dokumentiert. Es ist zu vermuten, dass der Malaysia-Maulwurf seine Nahrung von fast allen unterirdisch vorkommenden Tieren bezieht. Die meisten eingefangenen Männchen wiesen im Januar vergrößerte Hoden auf, ein säugendes Weibchen wurde im März beobachtet. Daher kann der Jahresbeginn als hauptsächliche Fortpflanzungszeit angesehen werden. Ein Individuum des Malaysia-Maulwurfs fand sich im Verdauungstrakt einer Bambusnatter.

## Systematik
Der Malaysia-Maulwurf ist eine Art innerhalb der Gattung der Südostasiatischen Maulwürfe (Euroscaptor), zu der neun weitere gezählt werden. Die Gattung gehört zur Familie der Maulwürfe (Talpidae) und wird innerhalb dieser gemeinsam mit einigen weiteren hauptsächlich eurasischen Artengruppen als Mitglied der Tribus der Eigentlichen Maulwürfe (Talpini) eingestuft. Die Eigentlichen Maulwürfe wiederum vereinen die zumeist grabenden Vertreter der Maulwürfe, andere Angehörige der Familie leben dagegen nur teilweise unterirdisch, bewegen sich oberirdisch fort oder sind an eine semi-aquatische Lebensweise angepasst. Laut molekulargenetischen Untersuchungen teilen sich die Südostasiatischen Maulwürfe in zwei Verwandtschaftsgruppen: die westliche longirostris-Gruppe sammelt sich um den Langnasen-Maulwurf (Euroscaptor longirostris) und die östliche parvidens-Gruppe um den Pakho-Maulwurf (Euroscaptor parvidens). Für den Malaysia-Maulwurf besteht hier eine engere Bindung an die longirostris-Gruppe, so dass neben dem Langnasen-Maulwurf auch der Kloss-Maulwurf (Euroscaptor klossi), der Orlov-Maulwurf (Euroscaptor orlovi) und der Kuznetsov-Maulwurf (Euroscaptor kuznetsovi) in das engere Beziehungsumfeld gehören. Die beiden Linien trennten sich bereits im Verlauf des Oberen Miozäns vor gut 10 bis 7 Millionen Jahren. Die stärkere Diversifizierung der longirostris-Gruppe setzte im Übergang vom Miozän zum Pliozän vor etwa 5,3 Millionen Jahren ein.
Die wissenschaftliche Erstbeschreibung des Malaysia-Maulwurfs erfolgte im Jahr 1940 durch Frederick Nutter Chasen. Er untersuchte dabei zwei Individuen von der Kuala Terla Tea Estate in den Cameron Highlands von Malaysia, was als Typusregion der Art gilt. Als Holotyp wies Chasen ein ausgewachsenes männliches Tier von 13 cm Körper- und 0,7 cm Schwanzlänge aus. Allerdings stufte er seine neue Form unter der Bezeichnung Talpa klossi malayana als Unterart des Kloss-Maulwurfs ein. Die Gattung Euroscaptor für die Maulwürfe Südostasiens wurde im gleichen Jahr von Gerrit S. Miller etabliert mit dem Kloss-Maulwurf als Nominatform, was in der Folgezeit allerdings nur teilweise übernommen wurde. Vielfach blieb die Einordnung der südostasiatischen Maulwürfe in die Gattung Talpa, also der Eurasischen Maulwürfe, bestehen, was unter anderem auf Ernst Schwarz aus dem Jahr 1948 zurückzuführen ist, der zahlreiche Gattungen der Maulwürfe mit Talpa synonymisierte. Erst Mizuko Yoshiyuki ordnete den Malaysia-Maulwurf und andere südostasiatische Maulwürfe im Jahr 1988 eindeutig zu Euroscaptor.
Darüber hinaus bestanden für den Malaysia-Maulwurf unterschiedliche Ansichten zu seinen genaueren verwandtschaftlichen Verhältnissen. Einige Autoren sahen ihn innerhalb der Art des Kloss-Maulwurfs, während andere, wie beispielsweise John Gathorne-Hardy, 4. Earl of Cranbrook im Jahr 1962, ihn als Unterart des Himalaya-Maulwurfs (Euroscaptor micrurus) einstuften. Eine ähnliche Sichtweise übernahm auch
Shin-ichiro Kawada Anfang der 2000er Jahre, als er bei Feldstudien in den Cameron Highlands zehn Individuen des Malaysia-Maulwurfs einfangen und näher untersuchen konnte. Hierbei ergab sich auch eine Möglichkeit einer ersten genetischen Untersuchung, wodurch eine nähere Beziehung zu anderen ostasiatischen Maulwürfen herausgearbeitet wurde. Gleichfalls ließen sich Unterschiede im Karyotyp zum Kloss-Maulwurf herausstellen. Aufgrund auch zahlreicher bestehender anatomischer Eigenheiten hoben Kawada und Kollegen im Jahr 2008 den Malaysia-Maulwurf auf Artebene. Hierbei nutzten sie die Bezeichnung Euroscaptor malayana. Eine Genus-Anpassung des Artepithetons an die Gattungsbezeichnung Euroscaptor wurde erst im Jahr 2018 im achten Band des Standardwerkes Handbook of the Mammals of the World vorgenommen, so dass die korrekte Artbezeichnung heute Euroscaptor malayanus lautet.

## Bedrohung und Schutz
Die IUCN führt den Malaysia-Maulwurf nicht als eigenständige Art, sondern schließt ihn in den Kloss-Maulwurf ein. Diesen sieht sie in seinem Gesamtbestand als „nicht gefährdet“ (least concern) an. Der Malaysia-Maulwurf wird sehr selten in der freien Wildbahn gesichtet. Möglicherweise beeinflusst die Umwandlung der ursprünglichen Wälder in landwirtschaftlich genutztes Land seine Population in den Cameron Highlands.